# Misty Green
Misty Green, född 15 januari 2022, är en fransk varmblodig travhäst. Hon tränas av William Bigeon och körs och rids av Éric Raffin.
Misty Green började tävla 2024 och inledde med tre raka seger. Hon har hittills sprungit in 197 025 euro på 10 starter varav 4 segrar, 1 andraplats och 3 tredjeplatser. Hon har tagit karriärens hittills största seger i Prix Hémine (2025).
Hon har även segrat i Prix Vourasie (2024) och på andraplats i Prix Piérre Gamare (2025) samt på tredjeplats i Prix Gélinotte (2025), Prix Roquépine (2025) och Prix Ali Hawas (2025).

## Statistik
| Statistik för Misty Green (Ref.) | Statistik för Misty Green (Ref.) | Statistik för Misty Green (Ref.) | Statistik för Misty Green (Ref.) | Statistik för Misty Green (Ref.) | Statistik för Misty Green (Ref.) |
| -------------------------------- | -------------------------------- | -------------------------------- | -------------------------------- | -------------------------------- | -------------------------------- |
| Starter                          | Placeringar                      | Startprissumma                   | Segerprocent                     | Platsprocent                     | Rekord                           |
| 10                               | 4-1-3                            | 197 025 euro                     | 40 %                             | 80 %                             | 1.13,0ak,                        |

### Större segrar
| År   | Lopp          | Kusk           | Vinstbelopp | Grupp   |
| ---- | ------------- | -------------- | ----------- | ------- |
| 2024 | Prix Vourasie | William Bigeon | 27 000 EUR  | Grupp 3 |
| 2025 | Prix Hémine   | Éric Raffin    | 54 000 EUR  | Grupp 2 |